# In My Life
För andra betydelser, se In My Life (olika betydelser).
"In My Life" är en låt av den finländska rockgruppen The Rasmus. Den skrevs av bandets fyra medlemmar och återfinns på deras genombrottsalbum Dead Letters från 2003. Låten gavs ut som andra singeln från albumet i augusti 2003 som uppföljare till hiten "In the Shadows". Även om låten inte blev lika populär som "In the Shadows", har singeln uppnått andraplats i Finland och man spelade in en video på Kuba som vann pris vid 2004 års Emma-gala. Enligt sångaren Lauri Ylönen handlar låten om valen man gör i livet.

## Låtskrivandet och inspelningen
"In My Life" är låten med snabbast takt på albumet och även en av de tyngsta. Den kretsar kring rockackord som ljudmässigt liknar "First Day of My Life" samt Aki Hakalas trummande som tydligt hörs genom hela låten, i synnerhet under introt. Efter drygt 2:45 minuter av låten ändrar den takt drastiskt, för att sedan avslutas med samma snabba rockrytm som innan. Texten till låten skrevs huvudsakligen av bandets sångare och primära textförfattare Lauri Ylönen. Han har beskrivit den som en självisk låt som handlar om valen man gör i livet och människor som inte riktigt vet vad de vill ägna sina liv åt. Han upprepar sig i slutet av låten att det är upp till var och en att förändra sitt liv. Textraden "My victory is your defeat" är direkt hämtad från låten "Sorry for You" av rockgruppen Killer, ett kompisband som Ylönen och gitarristen Pauli Rantasalmi var managers för. The Rasmus har påpekat deras lån av meningen i häftet till Dead Letters.
"In My Life" spelades in i Stockholm-studion Nord Studios i slutet av 2002 under samma inspelningssession som de övriga nio låtarna på Dead Letters. För inspelningen ansvarade de svenska producenterna Mikael Nord Andersson och Martin Hansen, vilka också producerade och programmerade låten.

## Låten släpps
"In My Life" släpptes som singel den 1 augusti 2003 och trycktes i både papp- och plastförpackningar. Singeln utgavs med den exklusiva b-sidan "What Ever", som i mars 2004 också hamnade på den brittiska/amerikanska utgåvan av Dead Letters. Man gav även ut en singel specifikt för den tyska marknaden, dock utan anmärkningsvärda skillnader mer än videon till låten som bonusmaterial.
Vid utgivningen blev låten försäljningsmässigt inte lika populär som hiten "In the Shadows". På singellistorna placerade den sig som bäst på andra plats i Finland och plats 51 i Nederländerna. Några recensioner av större musikmagasin skrevs därför aldrig. Däremot har Jason MacNeil på Allmusic, i samband med recensionen av Dead Letters, skrivit "'In My Life' har en blandning av olika stilar och går outside the box, ändrar form från ett trängande, mörkare plan till en punkborrad Bryan Adams på nolltid".

## Musikvideo
Videon till låten spelades in under sommaren 2003 i Havanna, Kuba och regisserades av Niclas Fronda och Fredrik Löfberg från den svenska filmstudion Baranga Film. Videon blev framgångsrik på musikrelaterad TV och som följd vann den pris vid 2004 års Emma-gala.
Videon har en typisk grön regnskogsmiljö där bandmedlemmarna spelar sina instrument. Mest fokus ligger på sångaren Lauri Ylönen som parallellt i vissa scener långsamt glider på rygg ner till en flod. En uppmärksammad scen är när han kastar sig framlänges rakt i en stor lergrop. När han kommit fram till floden hoppar han även i den och blir därefter ren igen.

## Låtlistor och format
Alla låtar skrivna av Lauri Ylönen, Eero Heinonen, Pauli Rantasalmi och Aki Hakala
CD-singel, standard
1. "In My Life" (Single Edit) – 3:41
2. "What Ever" – 3:11

Tysk CD-singel
1. "In My Life" (Single Edit) – 3:41
2. "What Ever" – 3:11
3. "In My Life" (video)

## Listplaceringar
| Listor (2003)                     | Högsta placering |
| --------------------------------- | ---------------- |
| Belgiska singellistan (Flandern)  | 5                |
| Belgiska singellistan (Vallonien) | 10               |
| Finländska singellistan           | 2                |
| Nederländska singellistan         | 51               |

## Medverkande
The Rasmus
- Lauri Ylönen – sång
- Eero Heinonen – bas
- Pauli Rantasalmi – gitarr
- Aki Hakala – trummor

Produktion
- Mikael Nord Andersson & Martin Hansen – produktion, inspelning, programmering, keyboard, tillagda ljud (Nord Studios, Stockholm)
- Martin Hansen & Leif Allansson – mixning (Nord Studios, Stockholm)
- Claes Persson – mastering (CRP Recordings)
- Martin Hansen – mixning ("What Ever")
- Nauska – fotografi
- Henrik Walse – layout